# Тију (фараон)
Тију (такође познат и као Тејев) је био прединастички фараон древног Египта који је владао у делти Нила. Једини доказ његовог постојања је помињање његовог имена у камену из Палерма. Нема никаквих података о његовом животу или владавини.